# Adela Ber Vukić
Adela Ber (în sârbă Адела Бер Вукић, n. 30 decembrie 1888, Tuzla, Austro-Ungaria – d. 28 octombrie 1966, Sarajevo, Republica Socialistă Bosnia și Herțegovina, RSF Iugoslavia) a fost prima femeie artist din Bosnia și Herțegovina care a fost educată la o școală de artă și o pionieră a drepturilor femeilor în țara ei.
Lucrările ei includ în mare parte portrete, natură moartă sau peisaje. A realizat picturi uneori sumbre sau vesele ale peisajelor bosniace. Ea a fost prima pictoriță a cărei întreagă pictură este legată de Bosnia.

## Tinerețe
Ber s-a născut în Tuzla, Bosnia și Herțegovina în 1888. Mama ei era născută în Livno. Tatăl ei Franjo Ber a fost un funcționar public care a venit în Bosnia din Sudetenland (Cehia) în jurul anului 1880.

## Educație
După ce a terminat o școală superioară de fete în Sarajevo, Ber a aspirat să devină profesoară. A plecat la Viena în 1908, unde s-a înscris mai întâi la o școală privată de artă, apoi, în 1910, la o școală privată de artă pentru femei. În timpul studiilor la Viena, a trăit în condiții groaznice, neputând obține o bursă pentru că era femeie, statul considerând că banii cheltuiți pentru educarea femeilor sunt „aruncați în vânt”. Datorită talentului său înnăscut, un profesor de facultate de la școala din Viena a decis să-i ofere o educație gratuită.

## Carieră
După absolvirea în iunie 1914, s-a întors la Sarajevo cu speranța de a deschide o școală privată de pictură. Primul Război Mondial a izbucnit mai târziu în aceeași lună, când arhiducele Franz Ferdinand al Austriei a fost asasinat de către naționalistul sârb bosniac Gavrilo Princip. Izbucnirea războiului a făcut imposibil ca Ber să deschidă o școală de pictură. Ber a organizat prima ei expoziție de artă personală la Sarajevo după Primul Război Mondial în 1919.
După căsătoria Adelei Ber (1919 sau 1920), pe lângă noul ei nume de familie, Vukić menționează și adaugă și numele Jelena, ceea ce indică cu siguranță că și-a schimbat religia atunci când s-a căsătorit. În anii de după Primul Război Mondial, cu multe dificultăți, în 1919 a reușit să organizeze o expoziție independentă la Sarajevo, iar după aceea la Zagreb. Între cele două războaie, ea a apărut independent în fața publicului de doar câteva ori, iar după cel de-al Doilea Război Mondial, expozițiile ei personale au avut loc abia după moartea ei.
Adela Ber a fost prima artistă grafică din Bosnia, iar opera sa grafică a durat aproape cinci decenii. Este cunoscută pentru gravurile ei în lemn, cu care a atins cele mai înalte niveluri ale artei și a fost clasată în topul graficii iugoslave. Este interesant de precizat că a lucrat în condiții foarte grele, fără o presă grafică adecvată, pe formate mici de hârtie, tipărindu-le adesea pe ambele fețe.
Ea a decedat la 28 octombrie 1966 la Sarajevo, la vârsta de 77 de ani. O stradă din Tuzla îi poartă numele.